# Abelardo Espejo Tramblín
Abelardo Espejo Tramblín es un escultor español, nacido en Jaén en 1947.

## Los homenajes
Este escultor residente en París, después de haber realizado varios homenajes a grandes personajes como Aimé Césaire, o Luis del Olmo, lo ha rendido también a dos grandes culturas, la africana y la de la radio. El agua, es el último de sus sentimientos expresados bajo forma de escultura: el agua como fuente de vida. Última exposición realizada en la Academia de Bellas Artes de París del 6 al 24 de octubre de 2009: "Homenaje al agua" Esculturas de Abelardo Espejo y poemas de Federico Mayor Zaragoza.

## Obras
Puente de culturas (41°41′22″N 0°52′15″O / 41.68944, -0.87083)y Columnas de agua son sus últimas realizaciones en esculturas monumentales para Zaragoza en mayo de 2008 y Granada en octubre de 2008 
En elaboración tiene otros proyectos para China, Líbano y Kuwait.